# Ennedi (region)

Region Ennedi na mapě Čadu

Region Ennedi (francouzsky: Région de l'Ennedi, arabsky: منطقة إنيدي) je jedním z 22 regionů Čadu. Hlavním městem je Fada. V roce 2009 zde žilo 173 666 obyvatel. Region vznikl 19. února 2008 rozdělením původního regionu Borkou-Ennedi-Tibesti.

## Administrativní dělení
Region Ennedi se dělí na 2 departementy a 9 podprefektur:
| Departement | Hlavní město | Podprefektury                                 |
| ----------- | ------------ | --------------------------------------------- |
| Ennedi      | Fada         | Fada, Gouro, Kalait, Ounianga Kébir           |
| Wadi Hawar  | Amdjarass    | Amdjarass, Bahaï, Bao Billiat, Kaoura, Mourdi |

## Představitelé
Seznam představitelů:
- Guvernéři (od února 2008)
  - 23. února 2008: Ahmat Darry Bazine